# Joe Camel
Joe Camel war ein Cartoon-Maskottchen für Camel-Zigaretten. Es wurde von 1987 bis Juli 1997 eingesetzt. Der Cartoon selbst sowie die „coole“ und lustige Ausstrahlung standen in der Kritik, da diese Werbung offenbar speziell Heranwachsende ansprechen sollte.
Joe Camel wurde 1987 vom R.J. Reynolds Tobacco (RJR) marketing team als Werbefigur mit hohem Wiedererkennungseffekt erdacht. Zu dieser Zeit glaubte der Hersteller, ihre Zigarettenmarke wäre als „zu alt“ positioniert. Daher verlangte das Management nach einer völlig neuen Kampagne, für jüngere (potentielle) Raucher attraktiv zu werden.
1991 veröffentlichte das Journal of the American Medical Association eine Studie, nach der fünf- bis sechsjährige Kinder Joe Camel besser kannten als Micky Maus und Fred Feuerstein. Reynolds wurde daher vorgeworfen, mit dieser Werbung gezielt Kinder anzusprechen. Zu dieser Zeit waren 32,8 % aller an Minderjährige verkauften Zigaretten Camels, vor Beginn der Kampagne gerade einmal 1 %.
Nun rief die American Medical Association RJR Nabisco dazu auf, die Joe-Camel-Werbung zu stoppen, doch RJR weigerte sich. 1993 und 1994 folgten weitere Aufrufe.
Unter dem Druck des US-Kongresses und privater Initiativen verkündete RJR am 10. Juli 1997, die Joe-Camel-Kampagne zu beenden. Es folgte eine neue Kampagne, die deutlich mehr auf Erwachsene zugeschnitten war. Statt eines vermenschlichten Kamels wurde nun ein einfaches Bild eines vierfüßigen Kamels dargestellt.
Bis heute bestreitet Reynolds, dass Joe Camel vor allem Kinder und Jugendliche ansprechen sollte, stattdessen seien die Zielgruppe 18–25 Jahre alte Männer sowie Raucher der Marke Marlboro gewesen.
Anti-Rauch-Gruppen und Verbraucherschutzgruppen weisen darauf hin, dass gerade die Joe-Camel-Kampagne ein Beweis dafür sei, wie einfach Kinder und Jugendliche durch Werbung und Marketing-Strategien zu beeinflussen seien.
Scott Plous und Ron Turner zeichneten im Jahre 1996 Joe Chemo, um zu zeigen, was mit Joe Camel ein Jahr später passiert sei. Er habe sich nämlich einer Chemotherapie unterziehen müssen und liege nun hustend und sterbenskrank in einem Krankenhausbett.